# Алпедриш
Алпедриш (порт. Alpedriz) — район (фрегезия) в Португалии, входит в округ Лейрия. Является составной частью муниципалитета Алкобаса. По старому административному делению входил в провинцию Эштремадура. Входит в экономико-статистический субрегион Оэште, который входит в Центральный регион. Население составляет 1000 человек на 2001 год. Занимает площадь 15,50 км².
Покровителем района считается Дева Мария (порт. Nossa Senhora da Esperança).